# Таррентс (Міссурі)
Таррентс (англ. Tarrants) — селище (англ. village) в США, в окрузі Пайк штату Міссурі. Населення — 22 особи (2010).

## Географія
Таррентс розташований за координатами 39°21′27″ пн. ш. 91°11′1″ зх. д. / 39.35750° пн. ш. 91.18361° зх. д. (39.357609, -91.183704).  За даними Бюро перепису населення США в 2010 році селище мало площу 0,11 км², уся площа — суходіл.

## Демографія
Згідно з переписом 2010 року, у селищі мешкали 22 особи в 12 домогосподарствах у складі 9 родин. Густота населення становила 196 осіб/км².  Було 13 помешкання (116/км²).
Расовий склад населення:
| - 100,0 % — білих |

До двох чи більше рас належало 0,0 %. Частка іспаномовних становила 4,5 % від усіх жителів.
За віковим діапазоном населення розподілялося таким чином: 4,5 % — особи молодші 18 років, 59,1 % — особи у віці 18—64 років, 36,4 % — особи у віці 65 років та старші. Медіана віку мешканця становила 61,5 року. На 100 осіб жіночої статі у селищі припадало 100,0 чоловіків;  на 100 жінок у віці від 18 років та старших — 110,0 чоловіків також старших 18 років.
Цивільне працевлаштоване населення становило 0 осіб. 